# 馬特·埃維利
馬特·埃維利（英語：Matt Every；1983年12月4日—）是一位美國高爾夫球運動員。他現在參加PGA巡迴賽的賽事，並且曾經兩次贏得PGA巡迴賽賽事的冠軍。他首次奪冠是在2014年。